# Как хороши белые люди
«Как хороши белые люди» (итал. Come sono buoni i bianchi, фр. Y'a bon les blancs) - сатирическая драма режиссёра Марко Феррери, повествующая о том, что европейцы, даже руководствуясь самыми благими побуждениями, не находят понимания у коренных жителей африканских пустынь.

## Сюжет
Безработный неаполитанец Микеле (Микеле Плачидо) нанимается водителем грузовика на работу в Африке. Собранный усилиями нескольких европейских стран гуманитарный конвой «Голубые ангелы» должен доставить в Сахару груз продовольствия — макарон и кетчупа. Организаторов миссии нимало не беспокоит, что продукты эти не входят в рацион местных жителей, зато являются ходовым товаром для владельцев местных точек общепита.
По дороге в сердце Сахеля конвою приходится столкнуться не только с природной стихией, но и с коррумпированными чиновниками, военными и просто грабителями. Однако между жизнерадостным Микеле и подсевшей к нему в кабину журналисткой из Нидерландов Надей (Марушка Детмерс) постепенно возникает глубокое чувство. На полпути машина Микеле ломается, и руководитель экспедиции принимает решение оставить его с грузовиком, пока вертолёт не доставит механика для ремонта. Всем понятно, что бросить в безлюдной пустыне одинокого и безоружного водителя-европейца — не лучший вариант, но жадность организаторов вояжа берёт верх над здравым смыслом. Вопреки советам коллег, Надя остаётся с Микеле, тем более что поблизости открывается уютный оазис с бассейном чистой воды.
Неосторожные путешественники не ведают, что источник этот священен для одного из местных племён, и когда здесь появляется его вождь с многочисленной свитой, он замечает, что белые загрязнили воду, нарушив табу. В соответствии с обычаями своего народа, суровый африканец отдаёт своим соплеменникам фатальное распоряжение — умертвить непрошенных гостей, а затем их съесть.
Прибывшее днём позже на вертолёте руководство миссии с ужасом обнаруживает в кострище останки несчастных, процедуру убийства которых циничные аборигены ещё и успели записать на видеокамеру Микеле…
В отличие от большинства фильмов Феррери, снятых в жанре абсурдистской комедии, эта лента сделана в реалистической манере. Нарочито двусмысленное название переводится и «Как хороши эти белые», и «Какие вкусные эти белые».
Жестокая и неполиткорректная сатира, в которой надевшие белые маски агрессивные африканцы напрямую заявляют пришельцам из Европы: «Вам здесь нечего делать! Теперь мы сами по себе — белые!», демонстрирует непреодолимую культурную пропасть между цивилизованным миром и традиционным обществом с одним из его атрибутов — ритуальным каннибализмом.
Узнав, как поступило местное племя с героями Микеле Плачидо и Марушки Детмерс, руководители гуманитарного конвоя осознают, наконец, насколько недружелюбна к ним Африка, и в ужасе ретируются, бросив машину погибшего итальянца. И даже не останавливаются, чтобы подобрать миссионера Жана-Мари, потратившего долгие годы на безуспешные попытки донести до дикарей слово Божие, а теперь буквально умоляющего, чтобы его вернули в Европу…

## В ролях
| Актёр                | Роль                          |
| -------------------- | ----------------------------- |
| Марушка Детмерс      | Надя                          |
| Микеле Плачидо       | Мишель                        |
| Хуан Диего           | Диего Рамирес                 |
| Мишель Пикколи       | отец Жан-Мари                 |
| Жан-Франсуа Стевенен | Питер                         |
| Николетта Браски     | Луиза                         |
| Педро Рейес          | Мартин                        |
| Катуша Найан         | дочь деревенского старейшины  |
| Шейк Дукуре          | Представитель местных властей |
| Сотиги Куяте         | Вождь каннибалов              |